# کریستودولوس کولومووس
کریستودولوس کولومووس (انگلیسی: Christodoulos Kolomvos؛ زادهٔ ۲۶ اکتبر ۱۹۸۸) بازیکن واترپلو اهل یونان است.
وی در مسابقات کشوری و بین‌المللی در مجموع برندهٔ ۳ مدال برنز شده‌است.